# U-23号潜艇 (1936年)
U-23号（德語：U 23）是纳粹德国战争海军建造的二十艘II-B型近岸潜艇（或称U艇）之一。它由基尔的日耳曼尼亚船厂承建，于1936年1月14日下水，至同年2月1日交付使用。第二次世界大战期间，该艇曾执行过十六次巡逻作战，共计击沉9艘、全损3艘同盟国或中立国舰船，累积总吨位为30,788吨。1944年9月10日，U-23号在土耳其阿格拉以北的黑海海岸被其船员自行凿沉。

## 设计
II级潜艇是从一战中德意志帝国海军的UB级和UF级近岸潜艇发展而来。其外观尺寸小，造价便宜且易于生产，在很短时间内便能造好。这款艇具在设计上吸收了为芬兰海军定制的欧洲水鼬号的优点，是非常出色的训练艇。但由于它们体积较小，在海面上容易剧烈颠簸，因此也被德国人戏称为“独木舟”（Einbaum）。尽管如此，一些II级艇在训练任务与战斗行动中表现相当出色，许多II级艇的衍生型号也相继被建造出来。
U-23号是一款用于近岸水域作战的II-B型单壳体潜艇。它可视作II-A型的加长版，附加的柴油舱增加了贮油量，航程也因此得到增加。其全长42.7米，舷宽4.08米，高8.6米，并有3.9米的吃水深度。水上和水下排水量则分别为279吨和328吨，惟官方提供的标准吨位为250吨。艇只采用两台曼海姆发动机厂（MWM）生产的六缸四冲程350匹公制馬力（260千瓦特）柴油机用于水面运行，以及两台各配备36个AFA蓄电池组的180匹公制馬力（130千瓦特）西门子-舒克特（SSW）电动发电机用于水下航行；水面最高航速12節（22每小時），水下7節（13每小時）；能够在水面以8節（15每小時）航速续航3,800海里（7,000），或以4節（7.4每小時）连续在水下航行43海里（80）而无需充电。它有两个轴和两副直径为0.85米的螺旋桨，具备在80－150米的深度运行的能力，紧急下潜需时30秒。
武器装备方面，U-23号在艇艏内置有三具管径为533毫米的鱼雷发射管，呈倒三角形布置，其中左舷一具、右舷一具、底部的中线上还有一具；它们合共配备5枚G7型鱼雷，或可携带最多12枚TMA水雷。此外，该艇还搭载有一门20毫米30式高射炮作为甲板炮。其标准船员编制为3名军官及22名水兵。

## 历史
1935年2月2日，海军造舰局正式将第二批次八艘II-B型潜艇（U-17至U-24号）的建造合同发包予基尔的日耳曼尼亚船厂。但由于违反了禁止德国拥有潜艇的《凡尔赛条约》条款，U-23号直至1936年4月11日、即解除德国海军军备限制的《英德海军协定》生效后才开始铺设龙骨，同年8月28日下水，至9月24日在海军少校埃尔温·萨克斯的指挥下交付使用。完成海试后，该艇被编入驻基尔的韦迪根潜艇区舰队（后改称第1潜艇区舰队）服役，先后被用作预备艇和作战艇。退出前线任务后，U-23号从1940年7月1日到1942年8月26日转编至皮劳的第21潜艇区舰队担任教学艇。1942年10月，该艇在基尔的德意志造船厂拆解，经由陆路和多瑙河转移到黑海。当在罗马尼亚的加拉茨造船厂完成重新组装后，1943年6月3日恢复入役，成为最后一艘加入驻康斯坦察的第30潜艇区舰队的成员，直到1944年9月10日沉没。第二次世界大战期间，U-23号完成了十六次巡逻，共计击沉9艘、全损3艘同盟国或中立国舰船，以及击伤2艘苏联海军舰艇，累积总吨位为31,849吨。

### 作战巡逻
U-23号的前八次巡逻都是在王牌艇长、海军上尉奧托·克雷奇默的指挥下进行的，主要涉在北海海域发动破交战。其首个战功是在1939年10月4日的第三次巡逻期间取得，当时无护航的英国货船格伦法格号（Glen Farg，876总吨）在萨姆堡角西南偏南约60海里（110）被克雷奇默发现并使用甲板炮拦截。当货船尝试开启无线电时，德国人重新开火，等待船员弃船，然后用鱼雷将其击沉。在这次巡逻中，英国潜艇鲟鱼号曾于10月14日在距丹麦斯卡恩西北约20海里（37）处向U-23号发射三枚鱼雷，但均告射失。至12月7－8日夜间，即第五次巡逻期间，克雷奇默又率艇发射两枚鱼雷击沉了容积总吨为2,400吨的中立国丹麦货船斯科舍号（Scotia），造成后者19名船员丧生，仅2人幸存。
1940年1月8日夜间11:57，U-23号从基尔启程执行第六次巡逻，前往设得兰群岛和奥克尼群岛的北海海域游弋，至15日下午14:30返抵威廉港。在这次为期八天、行程1,250海里（2,320）的行动中，共有两艘北欧籍货轮被击沉或全损。其中挪威煤船弗雷德维尔号（Fredville，1,150总吨）于1月11日在奥克尼群岛以东约100海里（190）被克雷奇默发射的鱼雷击中并断成两截，导致11名船员死亡。一天后，正停泊在柯克沃尔对开因加内斯湾的丹麦万吨级油轮丹麦号（Danmark，10,517总吨）页被U-23号发射的一枚鱼雷击中。船体发生爆炸，断成两截，漂到了岸上。其后半部分于1月21日沉没，但前半部分后来重新浮起，运到因弗基辛，用作燃料油的贮存废船。
继第七次巡逻在费尔岛以东约40海里（74）处又击沉一艘1,085总吨的挪威货轮法里尔德号（Varild）之后，U-23号于2月9日至25日执行了第八次巡逻，任务是伙同U-14、U-22、U-57、U-61和U-63号一起参加诺德马克行动。2月18日至20日，德国战列舰沙恩霍斯特号和格奈森瑙号、重巡洋舰希佩尔将军号号以及三艘驱逐舰对英国在挪威和英国之间的护航船队发动了一次不成功的突袭；在此期间，U-23号被部署在设得兰群岛和奥克尼群岛的英国基地外进行侦察，并击沉了3艘英国舰船。其中排水量为1,375吨的皇家海军驱逐舰勇敢号于2月18日凌晨3:54在护送HN-12号船队时，在彭特兰海峡以东约40海里处被克雷奇默发射的两枚鱼雷击中，立即沉没。包括舰长在内的156名官兵阵亡，仅5人获救。一天后，无护航的货船蒂伯顿号又被一枚来自U-23号的鱼雷击中，断成两截，并在柯克沃尔以东约33海里（61）处沉没。船上34名船员全数罹难。2月21日，从HX-19号船队掉队的货船洛赫马迪号（Loch Maddy，4,996总吨）被U-57号的一枚鱼雷击中右舷舯部的轮机舱，并遗弃在科平赛岛东南偏南约20海里（37）处；延至翌日清晨07:00，克雷奇默再以一枚鱼雷对漂浮中的洛赫马迪号完成致命一击，命中其左舷舯部，断成两截。船艏部分慢慢垂直下沉，但船艉部分仍然漂浮在木材上，后来由拖船拖至因加内斯湾搁滩。
克雷奇默于1940年4月1日离艇，并由海军上尉海因茨·贝杜恩接替其职位。两周后，即4月13日夜里22:00，贝杜恩默率U-23号离开威廉港执行第九次巡逻，参与德国入侵丹麦和挪威的威悉演习行动。它与U-17和U-24号共同组成增援集群，作战区域位于科尔斯峡湾和卡姆湾附近海域，至5月3日返抵基尔。在这次历时二十一天、水面行程1,800海里（3,300）、水下行程373海里（691）的行动中，没有舰船被U-23号击沉或击伤。
U-23号的最后七次（第十至第十六次）巡逻均是在黑海完成。但由于当地的船舶流量不大，行动收效甚微。1943年8月24日下午，即第十一次巡逻期间，时任艇长罗尔夫-比尔格·瓦伦曾率U-23号在苏呼米以南约22海里（41）的科多里角附近与排水量为35吨的苏联海军巡逻艇狂飑号进行炮战。德国潜艇试图撞击对方，还使用了手榴弹和炸药。扫雷艇于23:15完全烧毁并沉没，3名官兵阵亡。下一次巡逻于同年10月10日至11月11日进行，在巴统、苏呼米和索契之间的黑海海域游弋。期间于10月15日，U-23号自科多里角开始跟踪一支由两艘轮船和一艘海岸扫雷舰组成的小型护航船队，至21:31向它们发射了一枚鱼雷，并观察到第一艘船的船艏被击中。瓦伦然后试图攻击第二艘船，但被该船和护航舰的炮火击退。排水量为1,005吨苏联扫雷舰TSC-486“苏维埃俄国”号在这次袭击中受损。八天后，U-23号又向锚泊在波季附近的苏联商船塔纳伊斯号（Танаис，372总吨）发射了一枚鱼雷。爆炸把碎片炸飞到空中，把船炸成两半，其船艉立即下沉，几分钟后船艏也沉没，共导致11人遇难。
从1944年3月30日持续至4月24日的第十四次巡逻范围是波季至巴统之间。在这次巡逻中，U-23号曾于4月5日凌晨遭到两艘苏军护航舰艇的炮火攻击，并用20毫米高射炮和机枪还击。德国人观察到其中一艘舰被击中并发生内部爆炸，另一艘舰也被赶跑。当他们后来回到第一艘舰的位置时，只发现了一片浮油，便以为它已经沉没了。事实上，这艘56吨的SKA-099号巡逻艇只是受损而已。5月29日12:56，正执行第十五次巡逻的U-23号又向一艘约1,800总吨的油轮发射了两枚鱼雷，该油轮由两艘军舰和飞机护航。瓦伦听到了两次爆炸声，但无法观察到爆炸的效果，因为U艇在接下来的两个小时里受到了深水炸弹的攻击。结果，是苏联拖船勇敢号（Смелый，71总吨）被鱼雷击中，并在苏呼米附近沉没。
1944年8月16日，U-23号从康斯坦察启程执行最后一次巡逻任务，随着罗马尼亚于七天后倒戈对德宣战并占领了潜艇基地，该艇再也无法返航。9月1日凌晨03:31，U-23号向康斯坦察港发射了三枚鱼雷，并在运行了1分46秒后报告三次爆炸。其中两枚射向一个斐迪南国王级驱逐舰的泊位，另一枚则射向一个6,000吨级的轮船泊位。然而，只有已经受损的罗马尼亚货船奥伊图兹号（Oituz，2,686总吨）的船艉被一枚鱼雷击中，在22号泊位的系泊处沉没，而其余则在空荡荡的23号泊位的墙上引爆。奥伊图兹号后来被打捞上岸并宣布为全损。至9月10日22:10，U-23号因燃料耗尽而在土耳其的阿格拉以北海域由其船员自行凿沉，沉没地点大致位于41°11′N 30°00′E / 41.183°N 30.000°E处，并未造成人员伤亡。2008年，潜艇的残骸被土耳其海洋工程师塞尔丘克·科莱领导的团队寻获。

## 袭击历史摘要
| 日期           | 船名                  | 船籍         | 吨位   | 结局 |
| -------------- | --------------------- | ------------ | ------ | ---- |
| 1939年10月4日  | 格伦法格号            | 英国         | 876    | 击沉 |
| 1939年12月8日  | 斯科舍号              | 丹麦         | 2,400  | 击沉 |
| 1940年1月11日  | 弗雷德维尔号          | 挪威         | 1,150  | 击沉 |
| 1940年1月12日  | 丹麦号                | 丹麦         | 10,517 | 全损 |
| 1940年1月23日  | 法里尔德号            | 挪威         | 1,085  | 击沉 |
| 1940年2月18日  | 勇敢号                | 英國皇家海軍 | 1,375  | 击沉 |
| 1940年2月19日  | 蒂伯顿号              | 英国         | 5,225  | 击沉 |
| 1940年2月22日  | 洛赫马迪号            | 英国         | 4,996  | 全损 |
| 1943年8月24日  | 狂飑号                | 苏联海军     | 35     | 击沉 |
| 1943年10月15日 | TSC-486“苏维埃俄国”号 | 苏联海军     | 1,005  | 击伤 |
| 1943年10月23日 | 塔纳伊斯号            | 苏联         | 372    | 击沉 |
| 1944年4月5日   | SKA-099号             | 苏联海军     | 56     | 击伤 |
| 1944年5月29日  | 勇敢号                | 苏联         | 71     | 击沉 |
| 1944年9月1日   | 奥伊图兹号            | 羅馬尼亞     | 2,686  | 全损 |

## 脚注
1. ↑  威廉生，第6頁.
2. ↑  威廉生，第6–7頁.
3. 1 2  Gröner 1991，第39–40頁.
4. 1 2  Helgason, Guðmundur. . German U-boats of WWII - uboat.net.   [2023-11-12]. （原始内容存档于2023-02-05）.
5. 1 2  Helgason, Guðmundur. . German U-boats of WWII - uboat.net.   [2023-11-12]. （原始内容存档于2020-11-29）.
6. 1 2  Helgason, Guðmundur. . German U-boats of WWII - uboat.net.   [2023-11-12]. （原始内容存档于2022-05-25）.
7. ↑  Helgason, Guðmundur. . German U-boats of WWII - uboat.net.   [2023-11-12]. （原始内容存档于2023-02-02）.
8. ↑  Helgason, Guðmundur. . German U-boats of WWII - uboat.net.   [2023-11-12]. （原始内容存档于2021-04-14）.
9. ↑  Helgason, Guðmundur. . German U-boats of WWII - uboat.net.   [2023-11-12]. （原始内容存档于2023-02-08）.
10. ↑  Helgason, Guðmundur. . German U-boats of WWII - uboat.net.   [2023-11-12]. （原始内容存档于2021-04-14）.
11. ↑  Helgason, Guðmundur. . German U-boats of WWII - uboat.net.   [2023-11-12]. （原始内容存档于2023-02-02）.
12. ↑  Helgason, Guðmundur. . German U-boats of WWII - uboat.net.   [2023-11-12]. （原始内容存档于2023-02-02）.
13. ↑  Helgason, Guðmundur. . German U-boats of WWII - uboat.net.   [2023-11-12]. （原始内容存档于2021-04-14）.
14. ↑  Helgason, Guðmundur. . German U-boats of WWII - uboat.net.   [2023-11-12]. （原始内容存档于2021-04-14）.
15. ↑  Helgason, Guðmundur. . German U-boats of WWII - uboat.net.   [2023-11-12]. （原始内容存档于2020-11-29）.
16. ↑  Helgason, Guðmundur. . German U-boats of WWII - uboat.net.   [2023-11-12]. （原始内容存档于2023-02-08）.
17. ↑  Helgason, Guðmundur. . German U-boats of WWII - uboat.net.   [2023-11-12]. （原始内容存档于2023-02-01）.
18. ↑  Helgason, Guðmundur. . German U-boats of WWII - uboat.net.   [2023-11-12]. （原始内容存档于2021-04-14）.
19. ↑  Helgason, Guðmundur. . German U-boats of WWII - uboat.net.   [2023-11-12]. （原始内容存档于2022-12-01）.
20. ↑  Helgason, Guðmundur. . German U-boats of WWII - uboat.net.   [2023-11-12]. （原始内容存档于2021-04-14）.
21. ↑  Helgason, Guðmundur. . German U-boats of WWII - uboat.net.   [2023-11-12]. （原始内容存档于2023-02-02）.
22. ↑  Helgason, Guðmundur. . German U-boats of WWII - uboat.net.   [2023-11-12]. （原始内容存档于2023-02-03）.
23. ↑  Helgason, Guðmundur. . German U-boats of WWII - uboat.net.   [2023-11-12]. （原始内容存档于2021-04-14）.
24. ↑  Helgason, Guðmundur. . German U-boats of WWII - uboat.net.   [2023-11-12]. （原始内容存档于2022-11-27）.
25. ↑  Helgason, Guðmundur. . German U-boats of WWII - uboat.net.   [2023-11-12]. （原始内容存档于2023-02-02）.
26. ↑  Helgason, Guðmundur. . German U-boats of WWII - uboat.net.   [2023-11-12]. （原始内容存档于2023-02-02）.
27. ↑  Jasper Copping. . The Daily Telegraph. 2008-02-03  [2023-10-31]. （原始内容存档于2022-09-23）.